# Custines
Ne doit pas être confondu avec Custinne.
Pour les articles homonymes, voir Custine.
Custines est une commune française située dans le département de Meurthe-et-Moselle en région Grand Est.

## Géographie
La ville se trouve au confluent de la Meurthe et de la Moselle, appelé « Gueule d'enfer ».
| Marbache | Millery  | Belleau             |
| Pompey   | Custines | Faulx Malleloy      |
| Frouard  |          | Bouxières-aux-Dames |

### Hydrographie
La commune est dans le bassin versant du Rhin au sein du bassin Rhin-Meuse. Elle est drainée par la Meurthe, la Moselle, la Moselle canalisée, le ruisseau de Schurupt et le ruisseau la Mauchère,.
La Meurthe, d'une longueur de 161 km, prend sa source dans la commune du Valtin et se jette  dans la Moselle à Pompey, après avoir traversé 53 communes. 
La Moselle, d'une longueur totale de 560 kilomètres dont 314 kilomètres en France, prend sa source dans le massif des Vosges au col de Bussang et se jette dans le Rhin à Coblence en Allemagne. Les caractéristiques hydrologiques de la Moselle sont données par la station hydrologique située sur la commune. Le débit moyen mensuel est de 109 m3/s. Le débit moyen journalier maximum est de 1 740 m3/s, atteint lors de la crue du 10 avril 1983. Le débit instantané maximal est quant à lui de 2 000 m3/s, atteint le même jour.
la Moselle canalisée est un canal, chenal non navigable de 135 km qui relie la commune de Dieulouard à celle de Kœnigsmacker où il se jette dans la Moselle. 

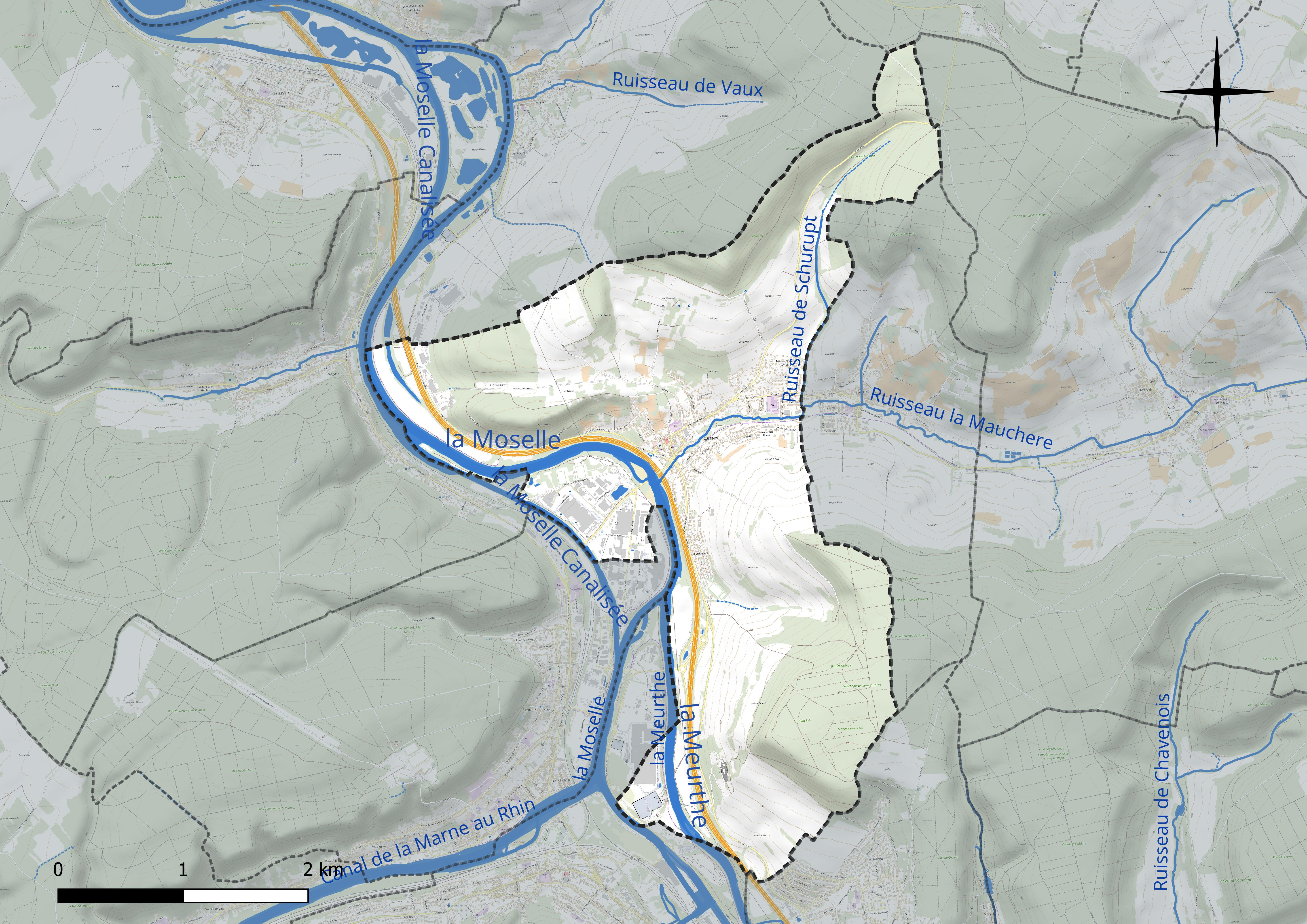
Réseau hydrographique de Custines.

### Climat
Pour des articles plus généraux, voir Climat du Grand Est et Climat de Meurthe-et-Moselle.
En 2010, le climat de la commune est de type climat des marges montargnardes, selon une étude du Centre national de la recherche scientifique s'appuyant sur une série de données couvrant la période 1971-2000. En 2020, Météo-France publie une typologie des climats de la France métropolitaine dans laquelle la commune est exposée à un climat semi-continental et est dans la région climatique  Lorraine, plateau de Langres, Morvan, caractérisée par un hiver rude (1,5 °C), des vents modérés et des brouillards fréquents en automne et hiver. 
Pour la période 1971-2000, la température annuelle moyenne est de 9,9 °C, avec une amplitude thermique annuelle de 16,7 °C. Le cumul annuel moyen de précipitations est de 786 mm, avec 12,3 jours de précipitations en janvier et 9,2 jours en juillet. Pour la période 1991-2020, la température moyenne annuelle observée sur la station météorologique de Météo-France la plus proche, « Nancy-Essey », sur la commune de Tomblaine à 13 km à vol d'oiseau, est de 11,0 °C et le cumul annuel moyen de précipitations est de 746,3 mm. 
La température maximale relevée sur cette station est de 40,1 °C, atteinte le 24 juillet 2019 ; la température minimale est de −24,8 °C, atteinte le 21 février 1956,,. 
Les paramètres climatiques de la commune ont été estimés pour le milieu du siècle (2041-2070) selon différents scénarios d'émission de gaz à effet de serre à partir des nouvelles projections climatiques de référence DRIAS-2020. Ils sont consultables sur un site dédié publié par Météo-France en novembre 2022.

## Urbanisme

### Typologie
Au 1er janvier 2024, Custines est catégorisée ceinture urbaine, selon la nouvelle grille communale de densité à sept niveaux définie par l'Insee en 2022.
Elle appartient à l'unité urbaine de Nancy, une agglomération intra-départementale regroupant 28  communes, dont elle est une commune de la banlieue,,. Par ailleurs la commune fait partie de l'aire d'attraction de Nancy, dont elle est une commune de la couronne,. Cette aire, qui regroupe 353 communes, est catégorisée dans les aires de 200 000 à moins de 700 000 habitants,.

### Occupation des sols
L'occupation des sols de la commune, telle qu'elle ressort de la base de données européenne d’occupation biophysique des sols Corine Land Cover (CLC), est marquée par l'importance des territoires agricoles (47,1 % en 2018), en diminution par rapport à 1990 (48,4 %). La répartition détaillée en 2018 est la suivante : forêts (30,4 %), terres arables (27,4 %), prairies (14 %), zones urbanisées (9,5 %), zones industrielles ou commerciales et réseaux de communication (6,6 %), zones agricoles hétérogènes (5,7 %), eaux continentales (5,1 %), milieux à végétation arbustive et/ou herbacée (1,3 %). L'évolution de l’occupation des sols de la commune et de ses infrastructures peut être observée sur les différentes représentations cartographiques du territoire : la carte de Cassini (XVIIIe siècle), la carte d'état-major (1820-1866) et les cartes ou photos aériennes de l'IGN pour la période actuelle (1950 à aujourd'hui).

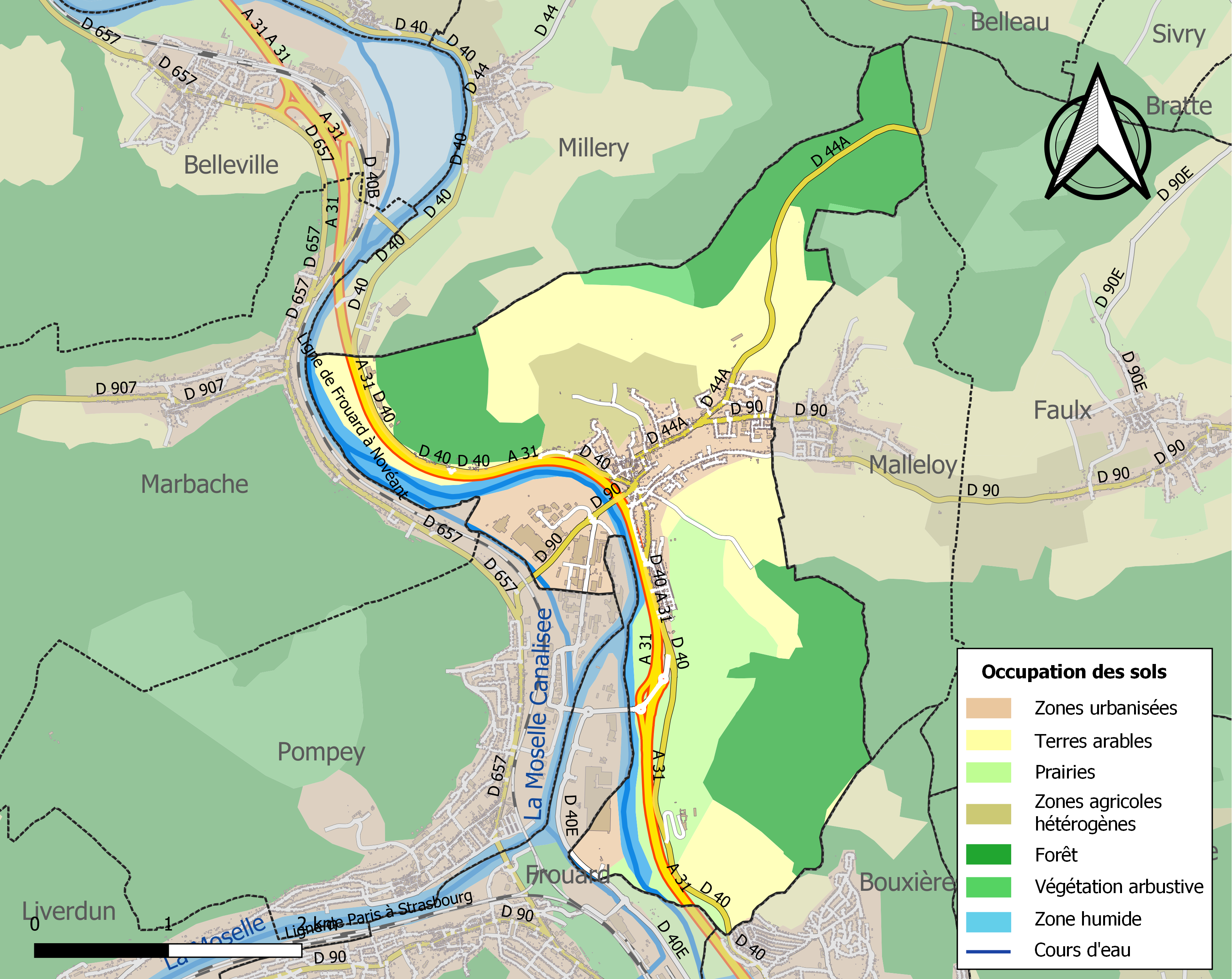
Carte des infrastructures et de l'occupation des sols de la commune en 2018 (CLC).

## Toponymie
Anciennes mentions : Condeio (1189), Condey-sur-Mozelle (1346), Condey (1253), Conde supra Mosellam (1301-1316), Condey-sur-Moselle (1345), Condey-sur-Mezaille (1377), Chastellerie de Condey (1401), Condeum (1513), Condate (1675), Custines (1719), Port-sur-Moselle (nom révolutionnaire), Custine (1793 et 1801),.

La forme Condeio relevée en 1189 est une mauvaise latinisation de *Condei, dont la terminaison -ei représente soit le suffixe -acum, soit le suffixe -at(e), d’où possiblement la forme globale primitive *Condate qui est un toponyme gaulois désignant la confluence de deux cours d'eau et qui a pu signifier « réunion » à l'origine. La ville est effectivement située au confluent de la Mauchère, petit affluent en rive droite de la Moselle.
Le village, d'abord nommé Condey sus Moselle, fut érigé en marquisat en faveur d'une famille dont le nom venait de Custinne, ville de Belgique.

## Histoire
Le toponyme celtique de Condé (nom ancien de Custines), indique une occupation ancienne du site de la commune. Plus tard une villa gallo-romaine, ainsi qu'une nécropole mérovingienne, confirment l'habitat très ancien du site. L'église-mère (siège d'une paroisse), confirme également l'ancienneté et l'occupation constante du site au cours dès siècles.
Situé au confluent de la Mauchère, petit affluent en rive droite de la Moselle, le bourg est le départ d'une voie très ancienne permettant d'accéder par la vallée au Saulnois, principal centre du production de sel des évêques de Metz.
Un premier château est édifié dès 1253, mais passera rapidement aux mains des comtes de Bar. En 1420, la réunion des duchés de Lorraine et de Bar sera l'occasion d'une modernisation du château.
Après la bataille de Nancy, en 1477, le château deviendra un lieu de séjour fréquent de la cour, c'est d'ailleurs ici que naîtra Claude de Lorraine, premier duc de Guise. Parallèlement le bourg de Condé bénéficie d'un développement constant. À la suite des guerres contre la France, le château sera démantelé en 1635 et servira dès lors de carrière jusqu'au début du XXe siècle.
Condé-sur-Moselle appartient à Christophe, comte puis marquis de Custine, le gouverneur de Nancy, et le duc de Lorraine Léopold Ier de Lorraine la rebaptise alors de son nom. À la Révolution française, la ville est renommée Port-sur-Moselle. Vers 1800, on revient au nom Custines auquel un s s'est accroché sous la plume de l'officier civil.
L'activité du bourg reprend considérablement avec l'essor industriel du XIXe siècle, toutefois le bourg garde son côté champêtre contrairement à Frouard et Pompey qui se transforment en cités sidérurgiques. Custines passe sans encombre la Première Guerre mondiale, mais subit de plein fouet les bombardements du pont sur la Moselle en 1944, une partie du bourg est détruit en plus du pont, ainsi la maison de Louis Guingot ainsi que le secteur de l'école à son nom.
À la suite de la première crise de la sidérurgie des années 1970, le bassin industriel de Pompey est efficacement reconverti en industries plus légères et la ville continue son développement (installation d'une médiathèque, réhabilitation de l'église, de la Capitainerie...).

## Politique et administration
| Période                                  | Période   | Identité              | Étiquette       | Qualité                         |
| ---------------------------------------- | --------- | --------------------- | --------------- | ------------------------------- |
| Les données manquantes sont à compléter. |           |                       |                 |                                 |
| mai 1892                                 | mai 1899  | Antoine Julien        | Droite          | Eleveur                         |
| Les données manquantes sont à compléter. |           |                       |                 |                                 |
| 1945                                     | 1949      | Georges Jeannin       | Gauche          | Ouvrier                         |
| 1949                                     | mars 1977 | Paul Contai           | Gauche          | Agriculteur                     |
| mars 1977                                | mars 1983 | Georges Julien        | Droite          | Géomètre Retraité               |
| mars 1983                                | mars 1989 | Philippe Leromain     | Droite          | Commercial                      |
| mars 1989                                | mars 2014 | Jean-Pierre Parnisari | S-E             | Retraité                        |
| mars 2014                                | mai 2020  | Renée Henry           | Centre - Gauche | Retraitée                       |
| mai 2020                                 | En cours  | Pierre Julien         | SE              | Agriculteur 1er adjoint sortant |

## Population et société

### Démographie
L'évolution du nombre d'habitants est connue à travers les recensements de la population effectués dans la commune depuis 1793. Pour les communes de moins de 10 000 habitants, une enquête de recensement portant sur toute la population est réalisée tous les cinq ans, les populations de référence des années intermédiaires étant quant à elles estimées par interpolation ou extrapolation. Pour la commune, le premier recensement exhaustif entrant dans le cadre du nouveau dispositif a été réalisé en 2007.

En 2022, la commune comptait 3 095 habitants, en évolution de +3,03 % par rapport à 2016 (Meurthe-et-Moselle : −0,13 %, France hors Mayotte : +2,11 %).
| 1793 | 1800 | 1806 | 1821 | 1831 | 1836 | 1841 | 1846 | 1851 |
| ---- | ---- | ---- | ---- | ---- | ---- | ---- | ---- | ---- |
| 667  | 743  | 760  | 706  | 742  | 792  | 792  | 752  | 772  |

| 1856 | 1861 | 1872 | 1876 | 1881 | 1886 | 1891 | 1896  | 1901  |
| ---- | ---- | ---- | ---- | ---- | ---- | ---- | ----- | ----- |
| 750  | 713  | 659  | 724  | 771  | 819  | 923  | 1 047 | 1 153 |

| 1906  | 1911  | 1921  | 1926  | 1931  | 1936  | 1946  | 1954  | 1962  |
| ----- | ----- | ----- | ----- | ----- | ----- | ----- | ----- | ----- |
| 1 143 | 1 143 | 1 235 | 1 283 | 1 448 | 1 408 | 1 359 | 2 003 | 2 639 |

| 1968  | 1975  | 1982  | 1990  | 1999  | 2006  | 2007  | 2012  | 2017  |
| ----- | ----- | ----- | ----- | ----- | ----- | ----- | ----- | ----- |
| 3 046 | 2 900 | 2 841 | 2 813 | 2 991 | 3 001 | 3 002 | 2 861 | 3 079 |

| 2022  | - | - | - | - | - | - | - | - |
| ----- | - | - | - | - | - | - | - | - |
| 3 095 | - | - | - | - | - | - | - | - |

## Économie et industrie
- Usine Le Bronze-Alloys (alliages cuivreux et de nickel), 32 p. (2022), anciennement CLAL.

## Culture locale et patrimoine

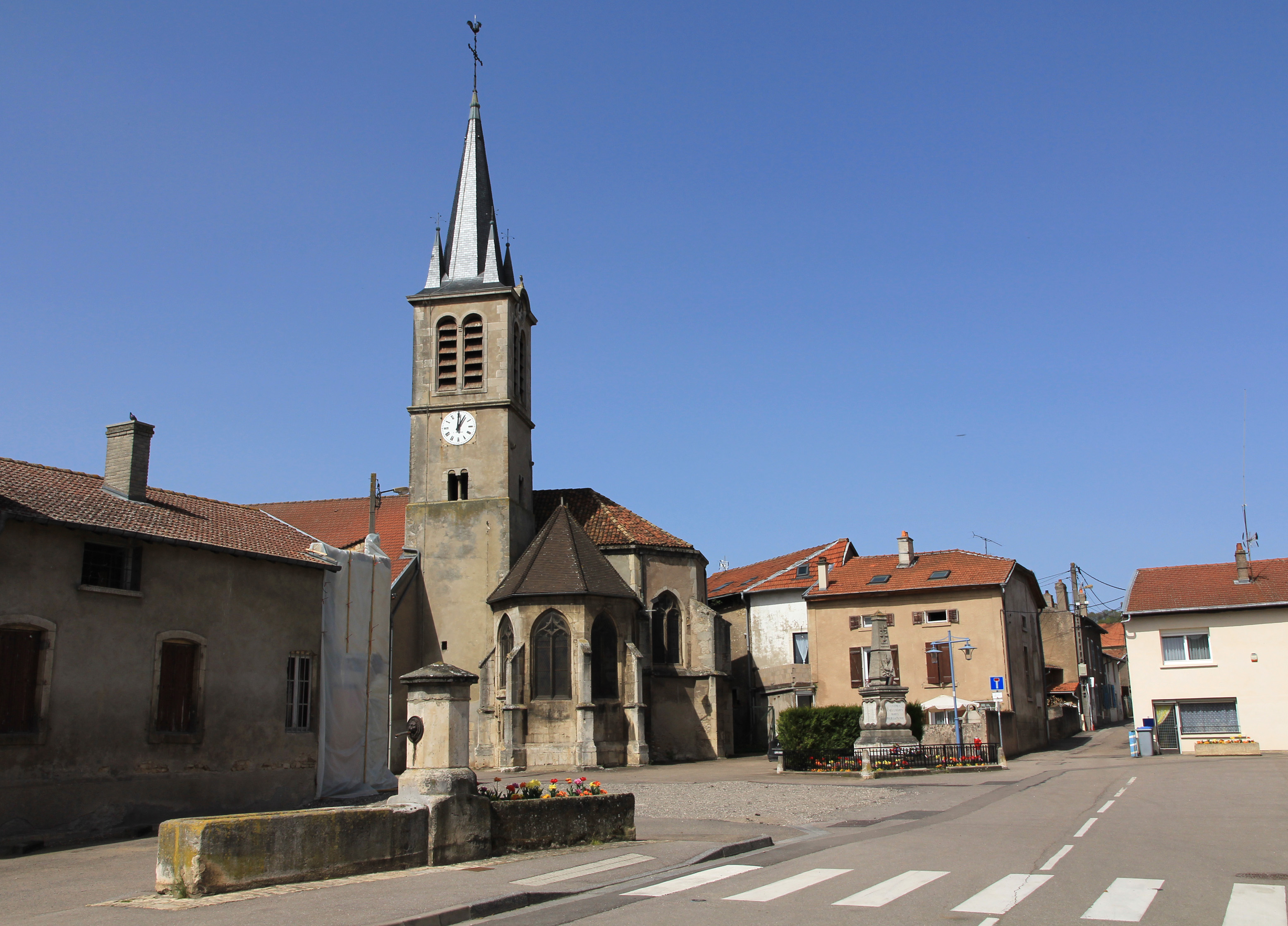
Place de l'Église.

.

### Lieux et monuments
- Ruines de l'ancien château, dit de Condé, fondé entre 1261 et 1263 par Philippe de Lorraine-Florange évêque de Metz ; incendié par les Bourguignons une première fois en 1467 par Claude de Neuchâtel, une seconde fois en 1475 par Charles le Téméraire, le château passa aux mains de Nicolas de Montford comte de Campobasso en 1475 ; démoli en 1637 sur ordre de Richelieu. Situé sur la colline dominant la Moselle : reste de l'enceinte (ruines).
- La Maison des Lombards, dite La Capitainerie ou encore château-bas (dans le village) XVIe siècle : maison forte Renaissance entourée de quatre tourelles et fossés.
- Château de Clévant, à l'écart du village, l'ancien château a disparu et fait place à une grosse maison remanié XIXe siècle : gros colombier.
- Dans le village : plusieurs maisons et vestiges XVe et XVIe siècles.
- Église Saint-Léger dont le chœur XVe siècle, la chapelle latérale XVIe siècle et le clocher roman XIIe siècle sont protégés à la suite de l'inscription au titre des monuments historiques par arrêté du 29 octobre 1926[30].

### Personnalités liées à la commune
- Claude de Lorraine (1496-1550), premier duc de Guise, né au château de Condé (Custines),
- le comte Adam Philippe de Custine, général des armées de la République à la Révolution, mort sur l'échafaud,
- le marquis Astolphe de Custine, petit-fils du précédent, écrivain,
- le peintre Louis Guingot (1864-1948), inventeur du camouflage durant la Première Guerre mondiale,
- le dessinateur, peintre et sculpteur Jean Rouppert est né le 15 août 1887,
- le footballeur Philippe Schuth est mort sur l'autoroute A31 au niveau de Custines.

### Héraldique
| Blason de Custines | Blason  | Deux écus accolés : (1) D'or (D'argent) au château constitué de deux tours hautes de sable, mouvant d'un mur crénelé du même, lui-même mouvant de la pointe, lesdites tours accompagnées, en cœur, d’un écusson d'azur à deux bars adossés d'or et côtoyés de deux fers de faux d'argent, aux flancs, de deux fers de faux d'azur affrontés en pal et, au point du chef, de la lettre capitale gothique C de gueules. (2) Écartelé: aux 1er et 4e d'azur (d’argent) à la bande d'or (de sable) côtoyées de deux cotices du même, aux 2e et 3e de sable à cinq fleurs de lis d’argent ordonnées en sautoir (semé de fleurs de lis d'argent). |
| Blason de Custines | Détails | Le statut officiel du blason reste à déterminer. |